# Brassaiopsis tibetana
Brassaiopsis tibetana är en araliaväxtart som beskrevs av C.B.Shang. Brassaiopsis tibetana ingår i släktet Brassaiopsis och familjen Araliaceae. Inga underarter finns listade.